# Terrassa
Terrassa er en by i Catalonien. Byen har 228.708(2024) indbyggere (2007) og ligger 30 km fra Barcelona.